# Аматуни, Аматуни Семёнович
Аматуни Симонович (Семёнович) Аматуни (настоящая фамилия Вардапетян, Вартапетян; 24 октября 1900, Елизаветполь — 28 июля 1938, расстрельный полигон «Коммунарка») — советский партийный и государственный деятель, первый секретарь ЦК КП(б) Армении (1936—1937).

## Биография
В 1908—1911 годах учился в школе села Славянское Елизаветпольской губернии, а в 1911—1920 годах — в мужской гимназии Гянджа.
В январе 1918 г. уходит на Эрзерумский фронт, зачислен в 36-й Туркестанский стрелковый полк. Был ранен в первом же бою. В конце осени того же года возвращается домой, чтобы продолжить учёбу в гимназии.
Член РСДРП(б) с июня 1919 г.
С февраля по ноябрь 1920 г. председатель Гянджинского окружного комитета комсомола, с декабря 1920 по июнь 1921 г. секретарь Шамхорского уездного комитета комсомола.
С июня 1921 по август 1923 г. работает заведующим агитотделом, затем и секретарем ЦК комсомола Армении.
С августа 1923 по январь 1926 г. работает от заворготделом до секретаря Заккрайкома ВЛКСМ, откуда направлен на учёбу.
Учился в Московском институте красной профессуры (1926-28).
С мая 1928 по декабрь 1930 г. заведующий агитпропотделом ЦК КП(б) Армении, секретарь Ереванского уездного комитета КП(б)А, затем — секретарь ЦК КП(б)А.
С начала 1931 г. управляющий конторой «Союзмясо» Закавказья, с января 1932 по 1933 г. заворготделом и секретарь Закавказского крайкома ВКП(б).
26 января—10 февраля 1934 года делегат XVII съезда ВКП(б).
В 1934 г. назначен начальником политсектора Заккрайкомзема. В январе 1935 г. первый секретарь Закавказского крайкома ВКП(б) Л. П. Берия рекомендует его вторым секретарем Бакинского комитета КП(б) Азербайджана.
В 1935-36 гг. — второй секретарь, а в 1936-37 гг. — первый секретарь ЦК КП(б) Армении.
23 сентября 1937 года Пленум ЦК ВКП(б) на заключительном заседании лишает Аматуни должностей, выводит из членов ЦК и партии и передаёт его в руки НКВД, в тот же день арестован.
Приговорён Военной коллегией Верховного суда СССР 28 июля 1938 г. по обвинению в участии в контрреволюционной террористической организации к расстрелу.
Реабилитирован в марте 1977 г..